# Аджайи, Джей
Джей Аджайи (англ. Jay Ajayi; 15 июня 1993, Лондон) — американский футболист англо-нигерийского происхождения, выступал на позиции раннинбека. В НФЛ играл с 2015 по 2019 год. Победитель Супербоула LII в составе клуба «Филадельфия Иглз». Участник Пробоула в сезоне 2016 года. На студенческом уровне играл за команду Университета штата Айдахо в Бойсе. На драфте НФЛ 2015 года был выбран в пятом раунде.

## Биография
Джей Аджайи родился 15 июня 1993 года в Лондоне в семье нигерийцев. Когда ему было восемь лет, они переехали в США, где поселились на севере штата Техас. Он окончил старшую школу Либерти во Фриско. Аджайи выступал на позиции раннинбека в составе её футбольной команды и представлял школу на соревнованиях по лёгкой атлетике. В последнем сезоне в школе он набрал выносом 2 240 ярдов с 35 тачдаунами и был признан Игроком года в округе Коллин. В 2011 году Аджайи поступил в университет штата Айдахо в Бойсе, изучал маркетинг.

### Любительская карьера

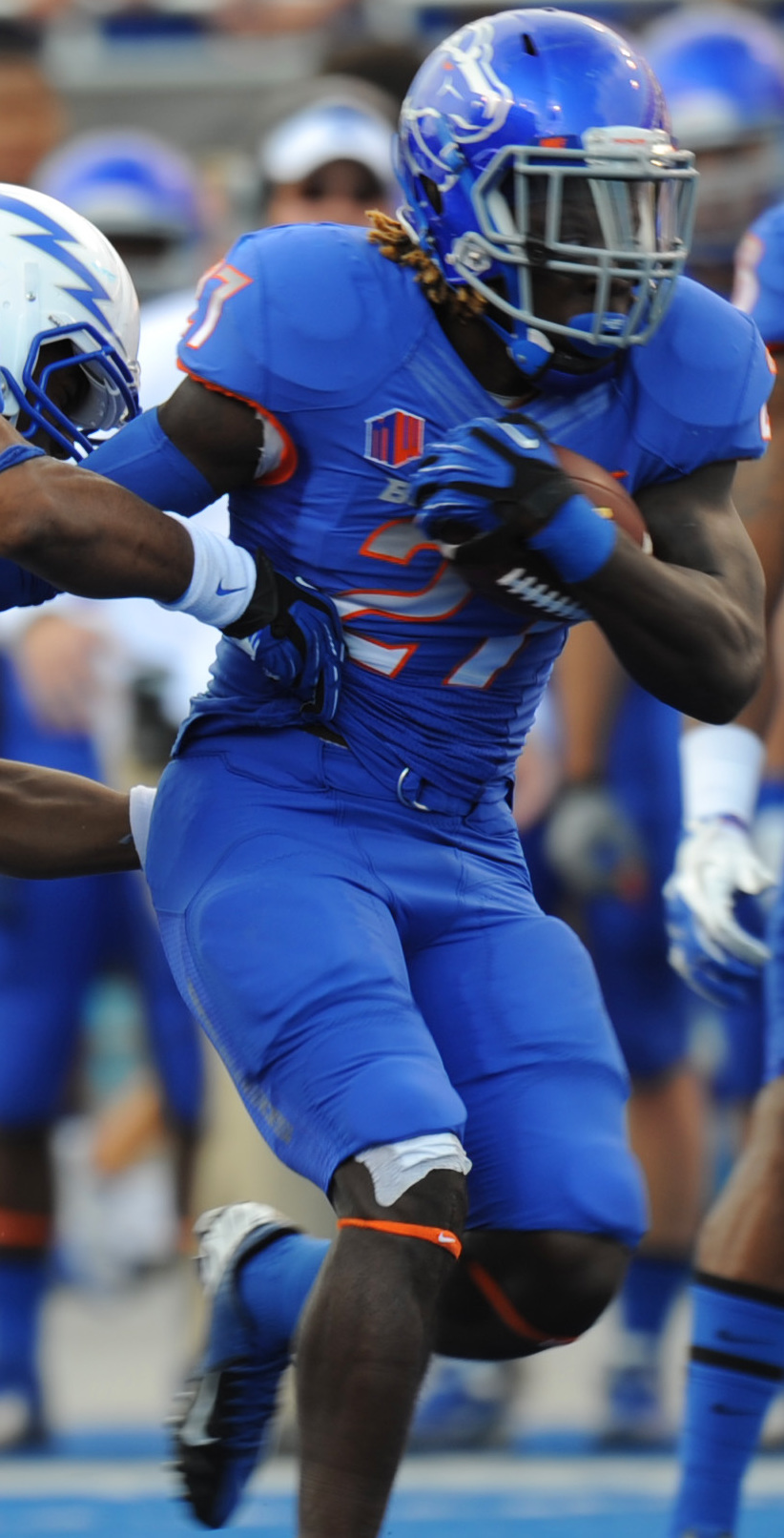
Аджайи в составе «Бойсе Стейт Бронкос» в 2013 году.

Сезон 2011 года Аджайи провёл в статусе освобождённого игрока, тренируясь с командой, но не принимая участия в матчах. В 2012 году он дебютировал в турнире NCAA, сыграв в одиннадцати матчах и набрав 548 ярдов с четырьмя тачдаунами. В сезоне 2013 года он стал стартовым бегущим команды, сыграв тринадцать матчей. Аджайи набрал 1 425 ярдов, показав четвёртый результат в истории университета, и занёс 18 тачдаунов. По итогам года его включили в состав сборной звёзд конференции Маунтин Вест.
В 2014 году Аджайи провёл один из лучших сезонов в истории «Бойсе Стейт Бронкос». Он установил рекорды команды по количеству выносных тачдаунов, набранным ярдам на выносе и суммарно, а также стал первым в истории поддивизиона FBS игроком, который за один сезон набрал не менее 1 800 ярдов на выносе и 500 ярдов на приёме. По итогам турнира Аджайи вошёл в число финалистов награды Эрла Кэмпбелла лучшему игроку нападения I дивизиона NCAA. Второй год подряд он был включён в сборную звёзд конференции. По итогам своей студенческой карьеры Аджайи вошёл в десятку лучших раннинбеков университета в девяти статистических категориях.

#### Статистика выступлений в NCAA
| Сезон | Команда             | Игры | Приём | Приём | Приём | Приём | Вынос | Вынос | Вынос | Вынос |
| Сезон | Команда             | Игры | Rec   | Yds   | Y/A   | TD    | Att   | Yds   | Y/A   | TD    |
| ----- | ------------------- | ---- | ----- | ----- | ----- | ----- | ----- | ----- | ----- | ----- |
| 2011  | Бойсе Стейт Бронкос | —    | —     | —     | —     | —     | —     | —     | —     | —     |
| 2012  | Бойсе Стейт Бронкос | 11   | 1     | 14    | 14,0  | 0     | 82    | 548   | 6,7   | 4     |
| 2013  | Бойсе Стейт Бронкос | 13   | 22    | 222   | 10,1  | 1     | 249   | 1 425 | 5,7   | 18    |
| 2014  | Бойсе Стейт Бронкос | 14   | 50    | 535   | 10,7  | 4     | 347   | 1 823 | 5,3   | 28    |
| Всего | Всего               | 38   | 73    | 771   | 10,6  | 5     | 678   | 3 796 | 5,6   | 50    |

### Профессиональная карьера

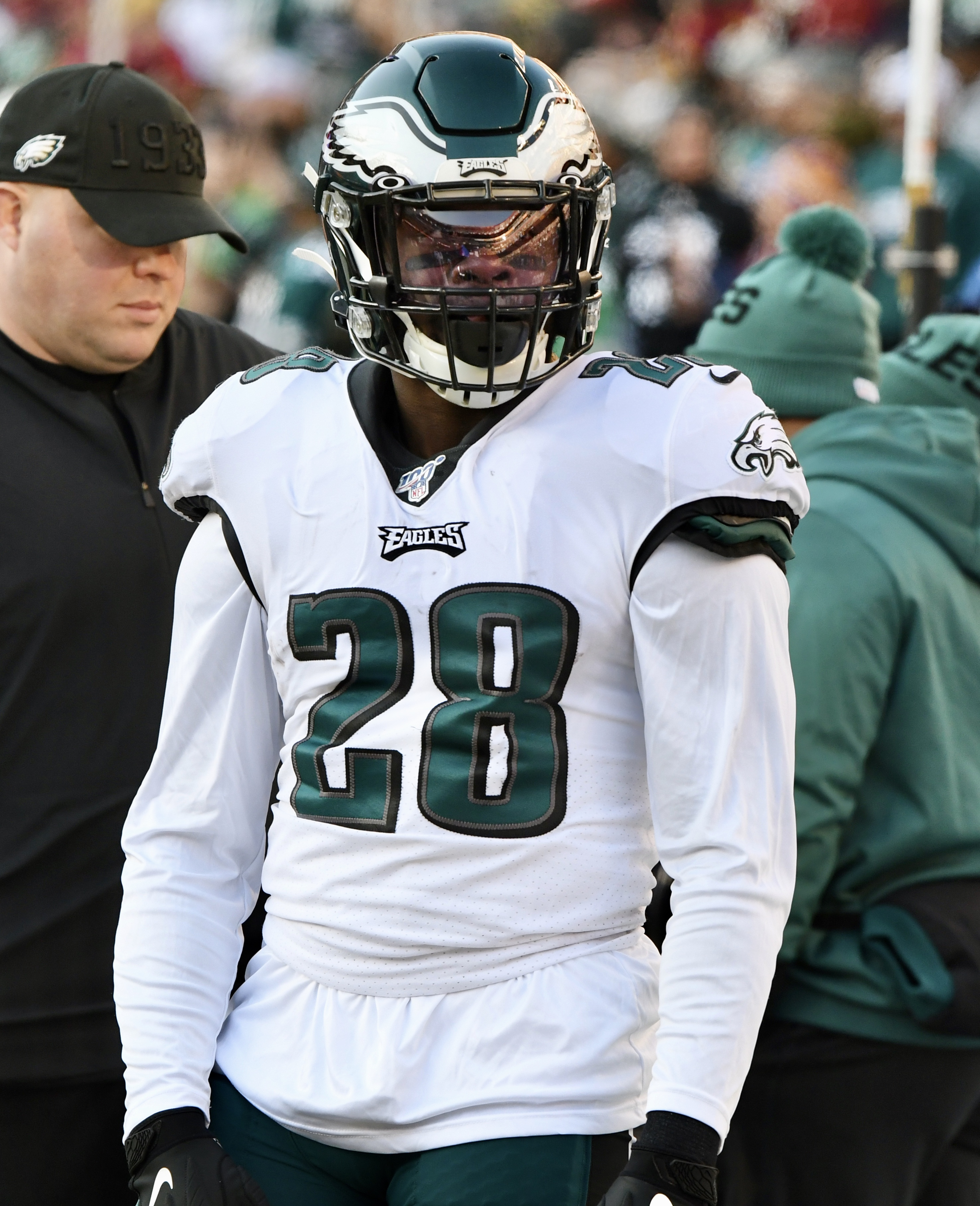
Джей Аджайи в форме «Филадельфии Иглз», 2019 год.

Перед драфтом НФЛ 2015 года сайт Bleacher Report лучшими качествами Аджайи называл его умение уходить от захватов и контролировать своё тело, работу ног и эффективность при выносах через центральную зону, полезность в пасовом нападении. Среди недостатков отмечали недостаток игровой дисциплины, силовую манеру игры, чреватую травмами, и недостаточную дистанционную скорость. Опасения у клубов лиги мог вызвать его арест за кражу в 2011 году.
Аджайи был задрафтован клубом «Майами Долфинс» в пятом раунде под общим 149 номером. Поздний выбор объяснялся возможными проблемами с коленом игрока. В мае он подписал четырёхлетний контракт на сумму 2,7 млн долларов. Первые восемь недель сезона Аджайи пропустил из-за травмы рёбер. После восстановления он набрал всего 187 ярдов, но продемонстрировал свой потенциал, благодаря которому ему прогнозировали более высокий выбор на драфте. Сезон 2016 года он начал в статусе второго раннинбека «Долфинс» после Эриана Фостера и на поле вышел только в октябре. Пробившись в стартовый состав, Аджайи стал одним из открытий чемпионата, набрав 1 272 ярда с восемью тачдаунами. В трёх матчах он набирал более 200 ярдов. По итогам сезона он вошёл в число участников Пробоула.
В 2017 году Аджайи провёл за «Долфинс» семь матчей, набрав 465 ярдов. Тридцать первого октября клуб обменял его в «Филадельфию», получив выбор четвёртого раунда драфта 2018 года. Перед переходом главный тренер «Майами» Адам Гейс выразил недовольство действиями бегущего при блокировании. За «Иглз» Аджайи сыграл семь матчей, набрав ещё 408 ярдов и заработав по одному тачдауну на выносе и на приёме. В феврале он вместе с командой выиграл Супербоул LII. В финале против «Нью-Ингленд Пэтриотс» он набрал 57 ярдов.
В чемпионате 2018 года Аджайи сыграл за «Филадельфию» в четырёх матчах, после чего получил разрыв крестообразных связок колена и выбыл из строя до конца сезона. После окончания сезона он получил статус свободного агента. В ноябре 2019 года Аджайи подписал новый контракт с «Иглз», потерявшими на длительный срок основного раннинбека Даррена Спроулза. Аджайи провёл за команду три матча, набрав 30 ярдов, и в декабре был отчислен.

#### Статистика выступлений в НФЛ

##### Регулярный чемпионат
| Сезон | Команда          | Игры | Приём | Приём | Приём | Приём | Вынос | Вынос | Вынос | Вынос |
| Сезон | Команда          | Игры | Rec   | Yds   | Y/A   | TD    | Att   | Yds   | Y/A   | TD    |
| ----- | ---------------- | ---- | ----- | ----- | ----- | ----- | ----- | ----- | ----- | ----- |
| 2015  | Майами Долфинс   | 9    | 7     | 90    | 12,9  | 0     | 49    | 187   | 3,8   | 1     |
| 2016  | Майами Долфинс   | 15   | 27    | 151   | 5,6   | 0     | 260   | 1 272 | 4,9   | 8     |
| 2017  | Майами Долфинс   | 7    | 14    | 67    | 4,8   | 0     | 138   | 465   | 3,4   | 0     |
| 2017  | Филадельфия Иглз | 7    | 10    | 91    | 9,1   | 1     | 70    | 408   | 5,8   | 1     |
| 2018  | Филадельфия Иглз | 4    | 5     | 20    | 4,0   | 0     | 45    | 184   | 4,1   | 3     |
| 2019  | Филадельфия Иглз | 3    | 0     | 0     | 0,0   | 0     | 10    | 30    | 3,0   | 0     |
| Всего | Всего            | 45   | 63    | 419   | 6,7   | 1     | 572   | 2 546 | 4,5   | 13    |

##### Плей-офф
| Сезон | Команда          | Игры | Приём | Приём | Приём | Приём | Вынос | Вынос | Вынос | Вынос |
| Сезон | Команда          | Игры | Rec   | Yds   | Y/A   | TD    | Att   | Yds   | Y/A   | TD    |
| ----- | ---------------- | ---- | ----- | ----- | ----- | ----- | ----- | ----- | ----- | ----- |
| 2016  | Майами Долфинс   | 1    | 3     | 12    | 4,0   | 0     | 16    | 33    | 2,1   | 0     |
| 2017  | Филадельфия Иглз | 3    | 6     | 70    | 11,7  | 0     | 42    | 184   | 4,4   | 0     |
| Всего | Всего            | 4    | 9     | 82    | 9,1   | 0     | 58    | 217   | 3,7   | 0     |

### Киберспорт
В январе 2020 года Аджайи подписал контракт с клубом МЛС «Филадельфия Юнион» и начал киберспортивную карьеру как игрок в FIFA. Он представлял команду на турнире eMLS League Series One.